# 歌謡映画
歌謡映画（かようえいが）は、流行りの歌謡曲をモチーフに作られた企画物の映画で、1950年代から1970年代を中心に作られた。
その時々の流行歌を題材にしたものであり、出演者がミュージカルのように歌うものもあれば、もっぱら曲をモチーフに展開するものもあった。逆に主題曲が公開後にヒットした作品もある。男女の恋愛ドラマを描くことが多い

## 主な作品
- 柔道一代シリーズ
  - 柔道一代
  - 柔道一代 講道館の鬼
- 太陽に突っ走れ
- 子守唄シリーズ
  - 浪曲子守唄 （1966年）
  - 続 浪曲子守唄 （1967年）
  - 出世子守唄 （1967年）
- 異国の丘
- 東京キッド
- ジャンケン娘
- ロマンス娘
- 銀座の恋の物語
- 君も出世ができる
- クレージー黄金作戦
- 恋の大冒険
- アスファルト・ガール
- 夜の歌謡シリーズ
- ザ・スパイダースの大進撃
- 襟裳岬

## 日本以外の歌謡映画
- 女はそれを我慢できない
- 歌え!太陽
- アイドルを探せ
- ビートルズがやって来るヤァ!ヤァ!ヤァ!
- ウィズ (映画)
- プラハ!
- ミニオンズ